# Pivnichne
Pivnichne (en ucraniano: Північне; en ruso: Пивничное, romanizado: Pivníchnoye) es un asentamiento de tipo urbano ucraniano perteneciente al óblast de Donetsk. Situado en el este del país, forma parte del raión de Bájmut y del municipio (hromada) de Toretsk.

## Toponimia
Durante la era soviética y hasta 2016, cuando se cambió su denominación de acuerdo con las leyes de descomunización de Ucrania, se llamaba Kírove (en ucraniano: Кірове; en ruso: Кирово, romanizado: Kírovo). El nombre anterior era un homenaje al revolucionario bolchevique Serguéi Kírov.

## Geografía
Pivnichne está 5 km al este de Toretsk y 46 km al norte de Donetsk.

## Historia
El asentamiento de tipo urbano fue construido en el siglo XVIII y se llamó Pivnichna Rudinka (en ucraniano: Північна Рудника) desde 1896. Tras el descubrimiento de yacimientos de carbón a finales del siglo XIX, el pueblo se convirtió en un pueblo minero, y en 1938 se le otorgó el estatus de asentamiento de tipo urbano. En 1936 fue renombrado como Kírove en honor a Serguéi Kírov, un revolucionario y funcionario soviético.
Durante la guerra del Dombás,  el lugar ha estado cerca de la línea del frente de las áreas controladas por la autoproclamada República Popular de Donetsk desde 2015.

## Demografía
La evolución de la población de Pivnichne entre 1926 y 2022 fue la siguiente:
| 1682                                                          | 12 577 | 17 199 | 13 026 | 11 077 | 11 195 | 11 757 | 10 330 | 10 209 | 9866 | 9024 |
| (Fuente: Cities & Towns of Ukraine y UKRAINE: Größere Städte) |        |        |        |        |        |        |        |        |      |      |

Según el censo de 2001, la lengua materna de la mayoría de los habitantes, el 91,37%, es el ruso; del 8,39% es el ucraniano.

## Infraestructura

### Transporte
La línea ferroviaria Poltava-Rostov del Don atraviesa la ciudad y el canal Donets-Dombás atraviesa la ciudad. 